# Bitwa pod Drzycimiem
Bitwa pod Drzycimiem nad Wdą stoczona 5 kwietnia 1091 roku podczas wyprawy Władysława Hermana na Pomorze Wschodnie. Wyprawa zakończyła się spustoszeniem kraju Pomorzan przez siły Władysława Hermana, oraz nierozstrzygniętą bitwą. Kolejna próba zajęcia tej Ziemi przez księcia Władysława (oblężenie Nakła przy udziale posiłków czeskich) nie dała rezultatu.
Władysław Herman dążył do odzyskania Pomorza (utraconego kilka lat wcześniej), które najechał w roku 1090. Wyprawa doprowadziła do spalenia grodu w Gdańsku, oraz spustoszenia kraju Pomorzan i wzięcia wielu jeńców. 
Zgodnie z informacjami zapisanymi przez Galla Anonima, którego kronika jest jedynym źródłem dotyczącym tej bitwy, wojska Władysława Hermana w trakcie marszu powrotnego z łupami i jeńcami zostały zaatakowane przez zebrane siły Pomorzan nad rzeką Wdą. Bitwa trwająca wiele godzin przyniosła obu stronom duże straty, walki ustały dopiero wraz z nocą. W momencie ustania walk siły polskie utrzymały pole bitwy, a Pomorzanie wycofali się. Ze względu na poniesione straty siły Władysława Hermana nie podjęły pościgu, tylko ruszyły w dalszą drogę do kraju.
Wyprawa w roku następnym nosiła znamiona wyprawy odwetowej, jednakże nie była udana. Pomorze Wschodnie podbił ponownie dopiero Bolesław Krzywousty.

## Archeologia o bitwie
W latach 2020–2021 Dariusz Podlejski, Mateusz Sosnowski, oraz Olaf Popkiewicz i Sebastian Witkowski z programu "Poszukiwacze historii" prowadzili poszukiwania mające ustalić miejsce bitwy.
W trakcie badań, wiosną 2021 roku nad Wdą odkryli wczesnośredniowieczny skramasaks. Nietypowy, luźny kontekst znaleziska może wskazywać na porzucenie lub zgubienie w trakcie bitwy.

## Upamiętnienie

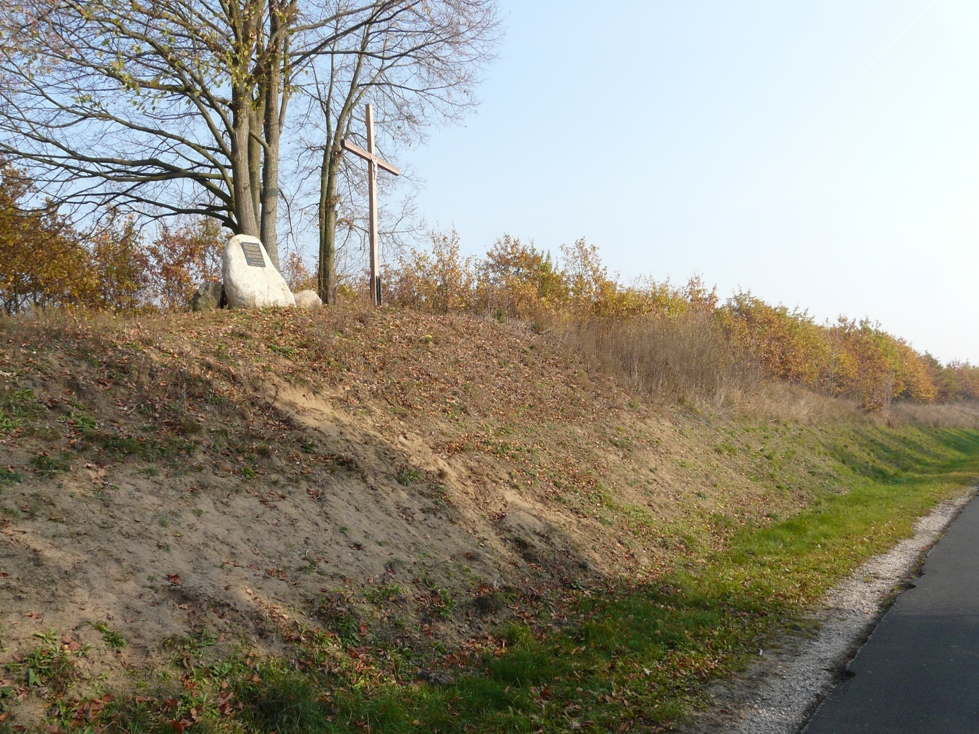
Pomnik bitwy pod „Drzu" (1091) przy drodze z Drzycimia do Gródka.

W 2013 r. przy drodze z Drzycimia do Gródka wzniesiono skromny pomnik w postaci kamienia z tablicą upamiętniająca bitwę. Na tablicy jest napis: W 920 rocznicę bitwy stoczonej na tej ziemi o warowny gród nad Czarną Wodą w sobotę przed Niedzielą Palmową 5.04 1991 r. między Pomorzanami a królem Wł. Hermanem. Kronika Galla Anonima. 2011 r. - kwiecień 2013 r. Na tablicy jest błąd merytoryczny, ponieważ Władysław Herman nie był królem tylko księciem Polski, natomiast bitwy nie stoczono o gród nad Wdą (Czarną Wodą), lecz, jak napisano wyżej, była to zasadzka Pomorzan zorganizowana przy przeprawia przez rzekę na powracających z wyprawy łupieżczej Polaków. W kronice Galla Anonima nazwa miejscowości, w pobliżu której stoczono bitwę, jest podana w wersji „Drzu". 

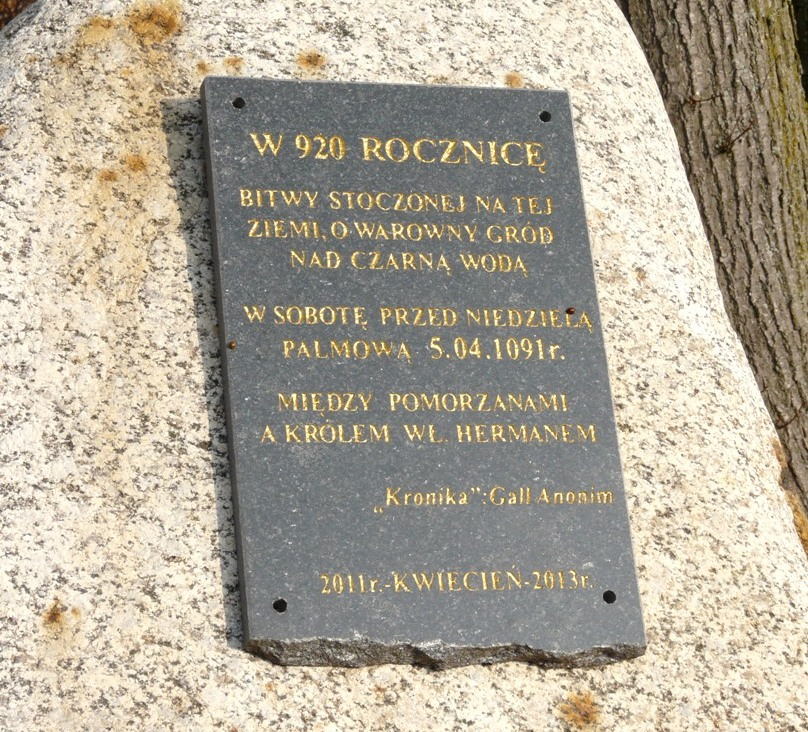
Pomnik bitwy pod „Drzu" (1091) przy drodze z Drzycimia do Gródka - tablica z napisem.